# کهنه‌ده (مکریان غربی)
کهنه‌ده یک روستا در ایران است که در دهستان مکریان غربی واقع شده‌است. کهنه‌ده ۱۶۴ نفر جمعیت دارد.